# Goran Tošić
 Goran Tošić  (en serbio: Горан Тошић) nacido el 7 de octubre de 1982 es un tenista profesional de Serbia.

## Carrera
Su ranking más alto a nivel individual fue el puesto N.º 263, alcanzado el 7 de junio del 2010. A nivel de dobles alcanzó el puesto N.º 116 el 14 de abril de 2014.
Hasta el momento ha obtenido 7 títulos de la categoría ATP Challenger Series, en la modalidad de dobles, así como varios títulos futures tanto en individuales como en dobles.

### Copa Davis
Desde el año 2007 fue participante del Equipo de Copa Davis de Montenegro. Tiene en esta competición un récord total de partidos ganados/perdidos de 17/10 (12/7 en individuales y 5/3 en dobles).

## Títulos; 7 (0 + 7)
| Leyenda                        | Individuales | Dobles |
| ------------------------------ | ------------ | ------ |
| Grand Slam (tenis)\|Grand Slam | 0            | 0      |
| ATP World Tour Finals          | 0            | 0      |
| ATP World Tour Masters 1000    | 0            | 0      |
| ATP World Tour 500 Series      | 0            | 0      |
| ATP World Tour 250 Series      | 0            | 0      |
| ATP Challenger Series          | 0            | 7      |

### Dobles
| N.º | Fecha      | Torneo                   | Superficie    | Compañero      | Oponentes en la final             | Resultado       |
| --- | ---------- | ------------------------ | ------------- | -------------- | --------------------------------- | --------------- |
| 1.  | 20.11.2011 | Challenger de Montevideo | Tierra batida | Nikola Ćirić   | Marcel Felder Diego Schwartzman   | 7-65, 7-64      |
| 2.  | 23.09.2012 | Challenger de Trnava     | Tierra batida | Nikola Ćirić   | Mate Pavić Franko Škugor          | 7-60, 7-5       |
| 3.  | 15.07.2012 | Challenger de Timisoara  | Tierra batida | Denis Zivkovic | Andrei Dăescu Florin Mergea       | 6-2, 7-5        |
| 4.  | 23.06.2013 | Challenger de Tanger     | Tierra batida | Nikola Ćirić   | Maximilian Neuchrist Mate Pavić   | 6-3, 6-75, 10-8 |
| 5.  | 28.07.2013 | Challenger de Tampere    | Tierra batida | Henri Kontinen | Ruben Gonzales Chris Letcher      | 6-4, 6-4        |
| 6.  | 15.03.2014 | Challenger de Kazan-2    | Dura (i)      | Flavio Cipolla | Victor Baluda Konstantín Kravchuk | 3-6, 7-5, 12-10 |
| 7.  | 20.07.2014 | Challenger de Recanati   | Tierra        | Ilija Bozoljac | James Cluskey Laurynas Grigelis   | 5-7, 6-4, 10-5  |